# Coupe des nations de l'UFOA
Ne doit pas être confondu avec Coupe de l'UFOA.
La Coupe des nations de l'UFOA (souvent abrégée en Coupe de l'UFOA ) est une compétition de football disputée par les équipes nationales de l'Union des fédérations ouest-africaines de football (UFOA).

## Histoire
Un trophée est commandé par le président togolais Gnassingbé Eyadéma en 1974 en vue de mettre en place une compétition régionale similaire au tournoi de la Coupe d'Afrique des Nations. La première édition s'est déroulée à Abidjan et les hôtes, la Côte d'Ivoire, ont remporté le tournoi. 
La Coupe d'Afrique de l'Ouest des nations (Zone 3) débute en 1982 sur une base annuelle et est jouée jusqu'en 1987. Dans le même temps, en 1983, la CEDEAO crée un autre tournoi, la Coupe CEDEAO (Zone 3), qui se joue tous les deux ans jusqu'en 1991. 
La zone 2 a également créé son propre tournoi, la Coupe Amílcar Cabral, du nom du libérateur de la Guinée-Bissau, Amílcar Cabral . 
La Coupe d'Afrique des nations d'Afrique de l'Ouest revient en 2002 sous le nom de Coupe des nations de l'UFOA. Cependant, officiellement, elle n'est pas simplement considérée comme une continuation de l'ancien tournoi. L'édition de 2002 est de courte durée après le début des violences en Côte d'Ivoire. Deux matchs du tournoi avaient été disputés avant son annulation. Enfin, après huit ans d'attente, le tournoi est rétabli en avril 2010, organisé par l'État nigérian d'Ogun et remporté par le pays hôte. 
L'édition 2019 se déroule au Sénégal et le tournoi 2021 sera organisé par le Nigeria.

## Palmarès
| Année | Hôte          |                                                                                         | Finale                                                                                  | Finale                                                                                  | Finale          |                 | Match pour la troisième place | Match pour la troisième place | Match pour la troisième place |
| Année | Hôte          | Vainqueur                                                                               | Score                                                                                   | Finaliste                                                                               | Troisième place | Score           | Quatrième place               |                               |                               |
| 2002  | Côte d'Ivoire | Abandonné après une journée en raison de la crise politico-militaire en Côte d'Ivoire . | Abandonné après une journée en raison de la crise politico-militaire en Côte d'Ivoire . | Abandonné après une journée en raison de la crise politico-militaire en Côte d'Ivoire . |                 |                 |                               |                               |                               |
| 2010  | Nigeria       | Nigeria                                                                                 | 2–0                                                                                     | Sénégal                                                                                 | Ghana           | 1–0             | Burkina Faso                  |                               |                               |
| 2011  | Nigeria       | Togo                                                                                    | 3-2                                                                                     | Nigeria                                                                                 | Liberia         | 3-1             | Ghana                         |                               |                               |
| 2013  | Ghana         | Ghana                                                                                   | 3-1                                                                                     | Sénégal                                                                                 | Togo            | 2-1             | Bénin                         |                               |                               |
| 2017  | Ghana         | Ghana                                                                                   | 4–1                                                                                     | Nigeria                                                                                 | Niger           | 2-1             | Bénin                         |                               |                               |
| 2019  | Sénégal       | Sénégal                                                                                 | 1- 1 3 - 1 tab                                                                          | Ghana                                                                                   | Guinée          | 0 - 0 4 - 3 tab | Cap-Vert                      |                               |                               |
| 2021  | Nigeria       |                                                                                         |                                                                                         |                                                                                         |                 |                 |                               |                               |                               |

## Voir également
- Tournoi UEMOA
- Amílcar Cabral Cup (un tournoi joué entre 1979 et 2007)
- West African Nations Cup (un tournoi joué dans les années 1980)
- CEDEAO Cup (un tournoi joué dans les années 1980 et au début des années 1990)